# 廖偉雄
廖偉雄（英語：Liu Wai Hung，1957年12月9日—），原名廖晚雄，前香港男演員及電視節目主持，代表作為《網中人》的「阿燦」。他於2025年5月之前以務農為事業，曾是羅定市政協委员。2025年4月30日移居馬來西亞頤養天年。

## 背景

### 早年生活
廖偉雄生於九龍仔木屋區，6至7歲之前在該區成長。他早年曾於葵青區石蔭邨第二座生活，有3名胞姊，父親（任職廚師）早逝。個性頑皮的他在父母的安排下，曾經到調景嶺寄宿且入讀該區的寄宿小學，後來在1971年畢業於石蔭慈幼學校，為該校首屆上午校的畢業生。他與藝人黃光亮為同屆小學畢業生，而黃氏為該校上午校鄰班的同學。廖偉雄繼而入讀天主教南華中學，中三時曾用做暑期工賺回來的錢買了一部超八米厘相機，跟同學拍攝以打功夫為主題的作品，以參與市政局舉辦的實驗電影比賽。他之所以喜歡拍攝，原因出於受到李小龍熱潮影響，另一因由出於喜歡電影幕後製作流程，不過未對演戲產生興趣。而他自小已喜歡模仿，且對此感興趣，課餘時會參加校內的話劇活動。

### 事業發展

#### 1970年代至1980年代
當他在1976年中五文科畢業後，他的公開試成績強差人意，應試科目的等第除中國語文科和中國歷數科之外，其餘全數為 H。同年在未決定從事甚麼工種的情況下，碰巧電視台招收訓練班學員，他遂考入無綫電視第六期藝員訓練班。1977年畢業後開始參演電視劇，甫出道飾演小角色。1977年至1980年間曾與龍天生一起被藝訓班配音老師挑選出來，為電影配音。至1979年廖偉雄在公司電梯位置偶遇當年正籌備《網中人》一劇的李添勝及王晶，2人看到廖偉雄便選定要起用他出演劇中要角，如是廖偉雄在劇裡飾演來自中國大陸的新移民「程燦」而名噪一時，為他帶來「阿燦」的綽號。在此劇其中一段他一口氣吞下了30個漢堡包，成為當年的熱門話題。「阿燦」也因此成為香港1970年代後期至1990年代前期對中國大陸新移民的俗稱。《網中人》讓廖偉雄很快走紅。他亦善用當時走紅的機會與藍乃才、鄭則仕、王青、李修賢、呂良偉、王鍾等人合組「群雄」製作公司自任導演，1983年加入由陳勳奇與黎應就成立的「永佳電影公司」當副導演，1984年以導演身份執導了其首部電影作品《吉人天相》。
出道以來廖偉雄本為基本合約演員，自1978年成名之後逐漸轉為無綫電視部頭合約藝人（1980年起）。他於1985年6月原打算離巢，然而時任無綫電視製作總監劉天賜主動予以挽留，廖偉雄落實多簽一年合約。廖偉雄多數都是演出連續劇，也間中在電影演出，多數以喜劇形象出現，如早期他參演的港產片都是因著「阿燦」的角色登場，「阿燦」或是「表叔」最後也成為香港人對於中國大陸居民的俗稱；早期廖偉雄的電視作品很少是其擔任主演，至1980年代末無綫原有的人才紛紛外流至港產片，廖偉雄才以主角姿態出現，主演了大量小品喜劇，包括《茶煲世家》、《富貴超人》、《兄兄我我》、《飛星尋龍》等等，都取得不俗的收視，當中廖偉雄最擅長飾演在都市中艱苦努力的典型小人物。
廖偉雄最為人熟悉的是其在綜藝節目的演出。如1980年代他參與了綜合性節目《歡樂今宵》演出，以模仿著名藝人及名人為主。他扮演過的人物有蔡楓華、張國榮、達明一派以至劉德華等等。

#### 1990年代至2000年代
1990年代，廖偉雄離開《歡樂今宵》，他又與胡大為及黃一山等合作主持大受歡迎的搞笑電視節目《笑星救地球》，其中有一段趣劇「乜太與李」，廖偉雄更以一身女人造型，扮演電視烹飪節目主持，成為當時的經典。
1996年，廖偉雄約滿無綫電視，並逐漸淡出演藝事業專心從商。年紀漸長以致不能當主角，進而令收入下降、再演下去難以尋求突破均成了他放棄續約的考慮。再者為了釋除妻子對其演藝工作以外應酬的疑慮，而且明白到自己有難時沒有很多人能夠伸出援手，他不再活躍於演藝圈。他離開電視台之前已一直涉足多個商業範疇，曾投資出入口貿易生意。1991年與胡大為留意到香港本土售賣的馬來西亞食品欠缺大馬特色，故此覷準營商價值而合資開設專門吃蟹的食肆「大蟹八」。其後1994年正值中國政府禁止傳銷時期，廖偉雄營運除蟎護膚品直銷公司，最終蝕本離場。及後他於1998年在中國內地開設卡拉OK，但因股東騙財而導致失敗收場。1999年於馬來西亞經營「燦師傅」車仔麵檔期間，由於食物質素轉差，加上遭受社團人士收取保護費，廖偉雄改為於1999年生產「燦師傅美食」醬料和推出「燦師傅」廚房用具產品。及至2001年轉型於馬來西亞八打靈再也擔任燒味廚師，製作「燦師傅」叉燒。2002年在香港島北角開設「燦師傅茶餐廳」，2003年通過中國國內超級市場售賣「全叮宴」系列點心食品。
在廖偉雄從商經歷中，1999年直銷業務令他欠債40多萬港元，被銀行入稟追討申請破產。他由此再次重返演藝圈一段時間，到了2006年才償還所有債務。2000年代初，他經朋友介紹認識廣東羅定市一對出身自農村的商人李柏思與李弟，因而與對方一同開展有機農業生意，並到羅定定居，2005年專注發展自家品牌「亞燦米」。其時他任職香港豐智碧全農業新能源集團公司總經理，又在花都區開設「燦神龍場」，還以月薪加分紅方式於中國內地建酒廠釀造有樹米酒。2007年，廖偉雄應邀主持無綫電視綜合節目《向世界出發》（毛里裘斯篇）。

#### 2010年代至今
2012年8月，廖偉雄為有線電視主持飲食訪談節目《名廚．食出五味人生》，12月為舞台劇《蝦仔爹哋Ⅱ》擔任演出嘉賓。2015年開拍「乜太」演笑會時，他因版權問題，只能用「七太」名義演出。同年1月2、3、4日又舉行燦神回歸演唱會。2014年及2017年應好友黎文卓邀請參演音樂劇《那年五月》和電影《如果沒有那年五月》。期間樂易玲曾於2016年邀請廖偉雄演出無綫電視台慶劇，皆被他以工作或體力問題為由婉拒。2019年，由廖偉雄發明的「阿燦雞天然健生種養法」於香港舉行的「亞洲國際創新科技大賽」中獲得「金獎」及「全場特別大獎」，其另一發明「亞燦米」也連續多年獲得北京中綠華夏、日本 JONA（JONA日本有機和自然食品協會）以及 ECOCERT SA（法國國際生態認證中心）歐盟有機認證和第11屆全國粳稻米產業大會「金獎大米」獎，有機酒同樣得到歐盟認證。
2019年至2023年來受新冠疫情影響，廖偉雄選擇暫時留在馬來西亞發展有機農場事業。同期繼續跟妻子發展「燦嫂燕窩」業務。另一方面在網上開設個人頻道握廣養生和農業心得。留馬期間獲藝人陳秋霞邀請拍攝馬來西亞中華總商會一百年周年會慶紀念微電影《領航》。2024年，他亮相無綫電視綜藝節目《福祿壽訓練學院》，獲頒發「扮嘢界榮譽博士」榮銜。至2025年2月12日，廖偉雄透過自己的Youtube頻道表示，他近來身體狀況不佳。同年4月10日，藝人黃一山於其小紅書、bilibili及抖音中透露，廖偉雄定於同月30日結束廣州花都「燦神龍場」的營運，決意返回馬來西亞長居，與妻子、兒女、孫兒們共享天倫之樂。

### 其他資料
1988年上映的電影《中國最後一個太監》劇本概念本來來自廖偉雄。他本人已寫好劇本，惟嘉禾電影公司收到劇本後認為沒有亮點，便沒有計劃開拍。加入嘉禾期間，廖偉雄花了很多時間在構思劇本方面，加入前後執導過的電影，卻只有一部《吉人天相》。礙於付出與收穫不成正比，他自《中國最後一個太監》的劇本無被採立後，決定不再當編導。同一時期，曾志偉對有關劇本概念感興趣，未幾與寶禾影業隨即著手籌備開拍工作，找來倪匡重新創作故事，安排張之亮執導電影。
拍攝《笑星救地球》期間，廖偉雄曾於1990年收到勞工處投訴信，內容指他聘用童工而不上報。該名童工所指的是當年已屆25歲，但外表年輕的編導黃一山。除此之外，節目選用的主題曲〈笑星救地球〉同年為廖偉雄及胡大為帶來「十大勁歌金曲」「最受歡迎新人獎」提名。

## 個人生活
廖偉雄在1982年11月24日與楊慧玲結婚，有關手續於大埔出生及婚姻註冊處進行，由鄭則仕擔任伴郎。楊氏於1984年2月4日（大年初三）為廖偉雄誕下首名女兒廖淑君，1988年再添一子廖俊賢。而楊慧玲本身是來自吉隆坡的新加坡華僑，是一名琴藝導師。2人結緣於廖偉雄在1977年前往馬來西亞協助姐夫打理電器生意之時，由他的朋友介紹而互相認識。而後廖偉雄兩度到星、馬登台加深情緣，終成眷屬。

## 網絡熱話
2007年，廖偉雄主持無綫電視綜合節目《向世界出發》（毛里裘斯篇），發表不少對人生、生活、事業之感悟。節目播出後，不少香港網民以其於節目中說出大量能夠適用於不同問題、語境的百搭金句（俗稱「萬能key」），遂截取廖偉雄於節目乃至過往曾先後主持或擔任嘉賓的節目中的對白截圖，並於網絡上瘋傳，因而掀起百搭接龍的熱潮，尤以高登討論區為甚。廖偉雄亦因而獲網民譽為「百搭燦」及「燦神」之稱，成為香港網路迷因。較著名金句包括「你永遠不會成功」、「百貨應百客，記住這句話」、「這是作為國民應該有的義務和責任」。相關主要截圖來源包括：
- 2001年：亞洲電視《星光伴我行》（臺灣篇第14至18集；主持）
- 2007年：無綫電視《向世界出發》（第二季毛里裘斯篇（第20至23集）；主持）
- 2008年：有線電視娛樂台《肥媽私房菜》（嘉賓；由肥媽主持）
- 2008年：亞洲電視《愈食愈有機》（嘉賓；由黃麗梅主持）

## 演出作品
- 以下列表只記錄廖偉雄演出過的影視作品，若有遺漏，請協助補充相關資料。
- 粗體為主演，官方CP女演員一欄，括弧內為有感情對手戲，卻未成一對。

### 電視劇（無綫電視）
| 首播年份 | 節目名稱           | 飾演角色 | 官方CP女演員               | 備註                                                           |
| 1977年   | 大報復             | |                            |                                                                |
| 1977年   | 為兩餐             | 伊士活 |                            | 澳洲袋鼠牌絲苗米贊助製作                                       |
| 1977年   | 近代豪俠傳         | 李參軍 |                            | 單元〈林世榮〉                                                 |
| 1977年   | 霸王谷             | |                            |                                                                |
| 1977年   | 無名英雄           | 衞兵 |                            |                                                                |
| 1978年   | 陸小鳳之武當之戰   | 司空摘星 |                            | （第十一集死亡）                                               |
| 1978年   | 倚天屠龍記         | 張松溪（武當張四俠） |                            | （首次有姓名之角色）                                           |
| 1978年   | 小李飛刀           | 公孫雨 |                            |                                                                |
| 1978年   | 小李飛刀之魔劍俠情 | 隨從 |                            | （第一集登場）                                                 |
| 1978年   | 女人妙到極         | |                            |                                                                |
| 1978年   | 黑色報告           | |                            | 路人                                                           |
| 1978年   | 人海奇譚           | |                            | 單元〈假婚〉                                                   |
| 1978年   | 國際刑警           | 阿炳 |                            |                                                                |
| 1978年   | 一代橋王           | 衙役 |                            | （第一集登場）                                                 |
| 1978年   | 一加一             | |                            | 單元〈三姓之家〉、〈詛咒〉                                     |
| 1978年   | 又會咁嘅           | |                            | （第一至三集登場）                                             |
| 1978年   | 契爺皇帝           | 宮中侍衛 |                            | （第七集登場）                                                 |
| 1978年   | 行運一條龍         | |                            | 劇集，又名《東芝行運一條龍》                                   |
| 1978年   | 萬事有我           | |                            |                                                                |
| 1978年   | 師姐出馬           | |                            |                                                                |
| 1978年   | 一劍鎮神州         | 彭沖 |                            | （第四集登場）                                                 |
| 1978年   | 孖生姊妹           | |                            |                                                                |
| 1978年   | 香港地             | |                            |                                                                |
| 1978年   | 奇謀妙計施公案     | 西方傳教弟子 |                            | （第一集登場）                                                 |
| 1978年   | 天降福星           | |                            |                                                                |
| 1978年   | 甜姐兒             | |                            |                                                                |
| 1979年   | 左鄰右里           | |                            |                                                                |
| 1979年   | 貼錯門神           | \| 集數 \| 名稱 \| 備註 \| \| -------- \| -------- \| ---------- \| \| 第一集 \| 奸過鬼 \| \| \| 第二集 \| 旗門花中 \| \| \| 第三集 \| 飛毛腿 \| \| \| 第五集 \| 冷面使者 \| \| \| 第六集 \| 樸低大師 \| \| \| 第八集 \| 財官 \| \| \| 第九集 \| 鬥雞眼 \| \| \| 第十集 \| 法隆 \| \| \| 第十一集 \| 千面狗王 \| \| \| 第十二集 \| 鬆骨祥 \| 單元主角 \| \| 第十三集 \| 陰拳 \| 單元大反派 \| |                            | 第四集 第七集 均未出場                                         |
| 1979年   | 絕代雙驕           | 羅九（本名） 歐陽當（化名） |                            |                                                                |
| 1979年   | 網中人             | 程燦（阿燦） Robert（其妻美寶稱） | 江可愛                     |                                                                |
| 1979年   | 小夫妻             | |                            |                                                                |
| 1979年   | 刀神               | 武林高手 |                            |                                                                |
| 1979年   | 落難天使           | |                            |                                                                |
| 1979年   | 家在香港           | 黎超 |                            |                                                                |
| 1980年   | 京華春夢           | 金福 |                            |                                                                |
| 1980年   | 發達容易揾食難     | 阿達 |                            |                                                                |
| 1981年   | 風雨晴             | 金順風 |                            | （四男主之一）                                                 |
| 1981年   | 妙手神偷           | 王志祥 | 程可為 （劉雪華）          | （三男主之一）                                                 |
| 1981年   | 二人三足           | 波坡摩 | 陳玉蓮                     | （雙男主之一）                                                 |
| 1982年   | 戲班小子           | 蕭圖雄（小桃紅） |                            | （第15集死亡）                                                 |
| 1982年   | 花艇小英雄         | 孖指七 | 莊文清                     | （三男主之一）                                                 |
| 1982年   | 將軍抽車           | 比比 |                            | （第15集死亡）                                                 |
| 1982年   | 福星高照           | 張忠 | （周秀蘭）                 | 全劇登場                                                       |
| 1983年   | 鴨仔里春光         | 包壯 包母（照片） | 陳安瑩                     | 全劇登場                                                       |
| 1983年   | 警花出更           | 陳子順 | （鄭裕玲）                 | 全劇登場                                                       |
| 1983年   | 賴布衣妙算玄機     | 張陽超 |                            | 全劇登場                                                       |
| 1983年   | 夾心人             | 譚佳 | 陳嘉賢 （黃敏儀）          | （第二集登場）                                                 |
| 1983年   | 新銳劇場           | 來福（前世） 姚順昌（今生） | （陳秀珠）                 | 單元〈血印〉 （反派）                                          |
| 1984年   | 五虎將             | 洪偉 |                            | 第3集成為跛腳                                                  |
| 1984年   | 寶芝林             | 牙擦蘇 |                            | 全劇登場                                                       |
| 1984年   | 鐵面包公           | 張龍 （第一集-第三集） |                            | 因拍電影「我願意」發生意外，導致右邊面部嚴重燒傷，所以戲份不多 |
| 1984年   | 城市小品           | 薛福全 | 陳潔靈 （藍潔瑛）          | 單元〈再見開麥拉〉                                             |
| 1985年   | 遊龍戲鳳           | 朱俊（皇帝） | （周秀蘭）                 | 5集賀歲劇                                                      |
| 1987年   | 靜待黎明           | 周聖手 | （歐陽佩珊）               | （離開歡樂今宵後，首部戲劇作品）                               |
| 1987年   | 時來運到           | 柯二斤（Billy） | 商天娥 （龔慈恩）          | 雙男主之一                                                     |
| 1988年   | 奉旨成親           | 牛大福 | 林穎嫻 （司馬燕）          | 單元男主 （第1集到第8集）                                      |
| 1988年   | 檸檬丈夫           | 李錦輝 | 劉嘉玲 （黎美嫻）          | （首次擔正男主角）                                             |
| 1988年   | 七情十三篇         | Paul | 曾華倩                     | 單元〈陰差陽錯〉                                               |
| 1989年   | 串燒冤家           | 羅顯仲 | 陳敏兒 （張鳳妮）          | 獸醫 首次演出家境小康且社會地位良好的角色                      |
| 1989年   | 黃土恩情           | 李玉喜 | （崔加寶）                 | 拍攝於89年，91年下午時段播映 雙男主之一                        |
| 1990年   | 富貴超人           | 龔喜發 | 陳安瑩                     | 雙男主之一                                                     |
| 1990年   | 茶煲世家           | 程子東 大佬東（下屬稱） | 毛舜筠                     | 從此穩坐男主，未再降位，直至退出TVB （90年春夏拍攝）           |
| 1991年   | 忠奸老實人         | 李振球（波仔） | 陳松齡                     | （90年末至91年初拍攝） 首次搭檔年紀小自己逾十多歲的女主        |
| 1991年   | 閉門一家千         | 游乃波（大波） | 李婉華                     | （91年夏天拍攝）                                               |
| 1992年   | 極度空靈           | 孟男 | 麥翠嫻                     | 單元3男子有責 （92年初拍攝〉                                   |
| 1992年   | 屬雞的男人         | 許立人 | 陳秀雯 （梁珮瑚）          | （91年秋冬拍攝）                                               |
| 1992年   | 兄兄我我           | 尚人（哥哥） 毛建樹（弟弟） 程程（雙胞胎之母）第一集末登場 | 梁小冰 朱慧珊              | （92年夏天拍攝）                                               |
| 1993年   | 飛星尋龍           | 游冬至 | 梁珮玲                     | （92年末至93年初拍攝）                                         |
| 1993年   | 開心華之里         | |                            | 目前未知登場集數                                               |
| 1994年   | 一夫三妻           | 陳仁 | 恬妞 （林其欣） （黃小燕） | （93年末至94年初拍攝）                                         |
| 1994年   | 成日受傷的男人     | 毛堅庭（Leon） | 周海媚                     | 當男主後，唯一未於黃金時段播出的作品 （93年夏天拍攝）          |
| 1994年   | 豪門插班生         | 洪秋生 | 鄧萃雯                     | （94年春夏拍攝）                                               |
| 1995年   | 娛樂插班生         | 陸千石 | 梁小冰 （江欣燕）          | （95年夏天拍攝）                                               |
| 1996年   | 河東獅吼           | 陳季常 | 關詠荷 （陳梅馨）          | （95年秋冬拍攝，TVB合約內最終部）                              |
| 1996年   | 盞鬼老豆           | 賈昭 鍾晴（上身後） | 龔慈恩                     | （94年末至95年初拍攝）                                         |
| 集數     | 名稱               | 備註 |                            |                                                                |
| 第一集   | 奸過鬼             | |                            |                                                                |
| 第二集   | 旗門花中           | |                            |                                                                |
| 第三集   | 飛毛腿             | |                            |                                                                |
| 第五集   | 冷面使者           | |                            |                                                                |
| 第六集   | 樸低大師           | |                            |                                                                |
| 第八集   | 財官               | |                            |                                                                |
| 第九集   | 鬥雞眼             | |                            |                                                                |
| 第十集   | 法隆               | |                            |                                                                |
| 第十一集 | 千面狗王           | |                            |                                                                |
| 第十二集 | 鬆骨祥             | 單元主角 |                            |                                                                |
| 第十三集 | 陰拳               | 單元大反派 |                            |                                                                |

### 電視劇（其他）
| 首播   | 節目名稱                | 角色   | 備註            |
| 1981年 | 屋簷下：人獸之間        | 阿弟   | 香港電台        |
| 1996年 | 廣州小男人 （國語配音） | 阿強   | 廣州電視台      |
| 1998年 | 呆佬賀壽（粵語原音）    | 賀金寶 | 亞洲電視（ATV） |
| 2001年 | 阿灿正传 （國語配音）   | 廖大雄 | 新加坡電視台    |

### 電影
- 1978年
  - 《大搶特腸》
- 1979年
  - 《新貼錯門神》
  - 《著錯草鞋走錯路》
  - 《陸小鳳與西門吹雪》（飾 司空摘星）
- 1980年
  - 《阿燦正傳》（飾 阿燦）
  - 《壞小子》（飾 小偷）
  - 《係咁先》
  - 《江湖檔案》
- 1981年
  - 《連環大鬥法》（飾 黑藍馬）
  - 《阿燦出千》（飾 阿燦）
  - 《阿燦當差》（飾 張錦燦）
  - 《交叉零蛋》（飾 伊常足）
  - 《阿燦有難》（飾 馬天賜）
- 1982年
  - 《摩登雜差》
  - 《提防小手》
  - 《佳人有約》
  - 《細圈仔》（飾 陸易年）
  - 《Friend過打Band》（飾 啞仔）
- 1983年
  - 《小姐當差》（飾 警員PC930）（客串）
  - 《空心大少爺》（飾 檸檬頭）
  - 《叔侄‧縮窒》（飾 任劍飛（粵）／高凌空（國））
  - 《摩登衙門》（飾 爛賭鬼）
- 1984年
  - 《伊人再見》（飾 廖Sir）
  - 《失婚老豆》（飾Ricky）（客串）
  - 《孖襟兄弟》（飾 廖震）
- 1985年
  - 《摩登神探》（飾 阿燦）
  - 《我願意》（飾 Ben）
  - 《吉人天相》（飾 向日葵）
- 1987年
  - 《鐵血騎警》（飾 廖阿燦（客串））
- 1988年
  - 《南北媽打》（飾 查督燦（粵）/常脫線（國））
  - 《吉屋藏嬌》（飾 阿Sam）
- 1989年
  - 《小小小警察》（飾 線民）（客串）
  - 《急凍奇俠》（飾 社工）
  - 《八寶奇兵》（飾 張近榮）
  - 《情義我心知》（飾 根哥）
- 1990年
  - 《笑星撞地球》（飾 廖雄／乜太）
  - 《中日南北和》
- 1991年
  - 《老豆唔怕多》（飾 黃先生）
- 1992年
  - 《草莽英雌》（飾 黎永強）
- 2000年
  - 《刑》（飾 小馬）
- 2001年
  - 《狗仔大佬》
  - 《漫畫風雲》（飾 羅小虎）
- 2006年
  - 《太陽雨》（飾 舅舅）
- 2017年
  - 《如果沒有那年五月》
- 2018年
  - 《一家大》

### 電視電影（無綫電視）
| 首播年度 | 名稱                 | 飾演角色        | 備註 |
| -------- | -------------------- | --------------- | ---- |
| 1990年   | 越柙飛龍             | 伍永大 （阿細） |      |
| 1992年   | 越柙飛龍II之虎穴潛龍 | 伍永大 （阿細） |      |
| 1993年   | 箱屍奇案             | 司徒永祥        |      |

### 微電影
- 2016年：《陪著你走》（香港綜合腫瘤中心）（飾 王燦）
- 2021年：《領航》（馬來西亞中華總商會一百年周年會慶紀念作）[54]

### 綜合節目（無綫電視）
- 1978年：冤家路窄（紅豆沙與白飯魚）
- 1978年：論盡天堂
- 1980年－1987年：歡樂今宵
  - 1980年：第二屆電影頒獎禮 飾演 馬仔強
  - 1983年：第三屆電影頒獎禮 飾演 劉架倆、Peter仔
  - 1986年：金像獎歌曲頒獎典禮1986 飾演 蔡燶華、曾正偉（甘智禮）
  - 1987年：金像獎歌曲頒獎典禮1987 飾演 荔智、撻成一塊、張惡榮、甘桔亮、劉級華（牛華）
- 1987年：歡樂滿東華
- 1988年－1989年：香港倒後鏡
- 1989年：全港奇趣設計大賽
- 1990年：笑星救地球
- 1990年：娛樂專門店
- 1990年：無厘鏡頭大派對（特備節目）
- 1990年：慈善星輝仁濟夜
- 1991年：笑星救地球（第二輯）
- 1992年：群芳競妍廿載情
- 1992年：寰宇風情（馬爾代夫、斯里蘭卡特輯）
- 1992年：永安旅遊話你知：點解意大利、法國、英國咁好玩
- 1992年：銀色啟示錄
- 1993年：星晨環宇奇觀大挑戰
- 1993年：大懷舊1993
- 1994年：瘋狂11點
- 1994年：架勢群英
- 1994年：寰宇風情（佛得角特輯）
- 1996年：威PHONE八面娛樂圈
- 2001年：香港鬆一鬆
- 2007年：向世界出發（毛里裘斯篇）

### 電視節目主持
- 2001年：《星光伴我行》臺灣篇（第14至18集，亞洲電視）
- 2012年：《名廚．食出五味人生》（有線電視）

### 電台節目主持
- 1986-1988年，商業一台 《假日皇牌》[55]（與胡大為主持）
- 商業一台 《周末為威喂》（與胡大為主持）

## 執導作品
- 1985年：《吉人天相》

### 配音作品
- 1979年：《雜家小子》大寶（梁家仁 飾）
- 1980年：《精武門》（粵語重映版）聲演 三師兄[6]
- 1980年：《壞小子》沙福（馬宗德 飾）[6]

## 個人著作
- 2015年：《有機人生》（火石文化出版，ISBN 978-988-13626-6-7）

## 唱片專輯
| 專輯 # | 唱片公司 | 專輯名稱   | 發行年份 | 曲目 |
| ------ | -------- | ---------- | -------- | --- |
| 1st    | AL-Songs | 笑星救地球 | 1990年   | 曲目 1. 笑星救地球 2. 大約在九七 3. 良朋好友 4. 六月四日的約會 5. 請給我一天的光輝 6. 我還可以真嗎？ 7. 呢舖大定細 8. 我不哭、我不在乎 9. 笑星拍板 10. 話別香港 11. Charlie Charlie Chit Boom Boom |

## 外部連結
- 廖偉雄燦神龍場facebook專頁
- 廖偉雄在網中人吃漢堡包片段 （页面存档备份，存于） YouTube